# Mistrzostwa Sri Lanki w Lekkoatletyce 2012
Mistrzostwa Sri Lanki w Lekkoatletyce 2012 – zawody lekkoatletyczne, które odbywały się między 9 i 11 listopada w Kolombo.

## Wybrane rezultaty
| Konkurencja:                  | 1. miejsce                 | Rezultat |
| Bieg na 100 m                 | W.K.Himasha Eashan         | 10,50    |
| Bieg na 200 m                 | A.M.R. Rajaskan            | 21,29    |
| Bieg na 400 m                 | Y.M.W. Gunaratne           | 47,26    |
| Bieg na 800 m                 | Prabath Kumara Mendis      | 1:52,37  |
| Bieg na 3000 m z przeszkodami | R.M.S. Pushpakumara        | 8:56,75  |
| Bieg na 400 m przez płotki    | N.G. Jagath Gunathilake    | 51,66    |
| Skok wzwyż                    | Manjula Kumara Wijesekara  | 2,21     |
| Trójskok                      | Dinesh Fernando            | 16,37    |
| Rzut oszczepem                | Waruna Lakshanb Dayarathna | 73,27    |

| Konkurencja:                  | 1. miejsce                  | Rezultat |
| Bieg na 100 m                 | Jani Chathurangani De Silva | 11,85    |
| Bieg na 200 m                 | H.P. Sujani Buddika         | 23,92    |
| Bieg na 400 m                 | Chandrika Subashini         | 54,63    |
| Bieg na 800 m                 | N.M. Chaminda Dilrukshi     | 2:04,97  |
| Bieg na 1500 m                | D.A. Shanika Samanmali      | 4:21,97  |
| Bieg na 5000 m                | Geethani Rajasekara         | 16:43,09 |
| Bieg na 10 000 m              | Chaturika Hemamali          | 35:24,3  |
| Bieg na 100 m przez płotki    | Harshani Wijesinghe         | 14,26    |
| Bieg na 3000 m z przeszkodami | Eranga Rasika Dulakshi      | 10:11,72 |
| Skok wzwyż                    | Priyangika Madumanthi       | 1,81     |
| Skok w dal                    | N.C.D. Priyadharshani       | 5,95     |
| Pchnięcie kulą                | Nadeeka Muthunayake         | 14,50    |
| Rzut oszczepem                | Dilhani Lekamge             | 55,76    |

## Rekordy
Podczas zawodów ustanowiono trzy krajowe rekordy w kategorii seniorów:
| Zawodnik               | Konkurencja                        | Rezultat |
| ---------------------- | ---------------------------------- | -------- |
| Dinesh Fernando        | trójskok                           | 16,37    |
| D.A. Shanika Samanmali | bieg na 1500 metrów                | 4:21,97  |
| Eranga Rasika Dulakshi | bieg na 3000 metrów z przeszkodami | 10:11,72 |